# Pteris mutilata
Pteris mutilata är en kantbräkenväxtart som beskrevs av Carolus Linnaeus. Pteris mutilata ingår i släktet Pteris och familjen Pteridaceae. Inga underarter finns listade.